# 康斯坦欽-耶焦爾納

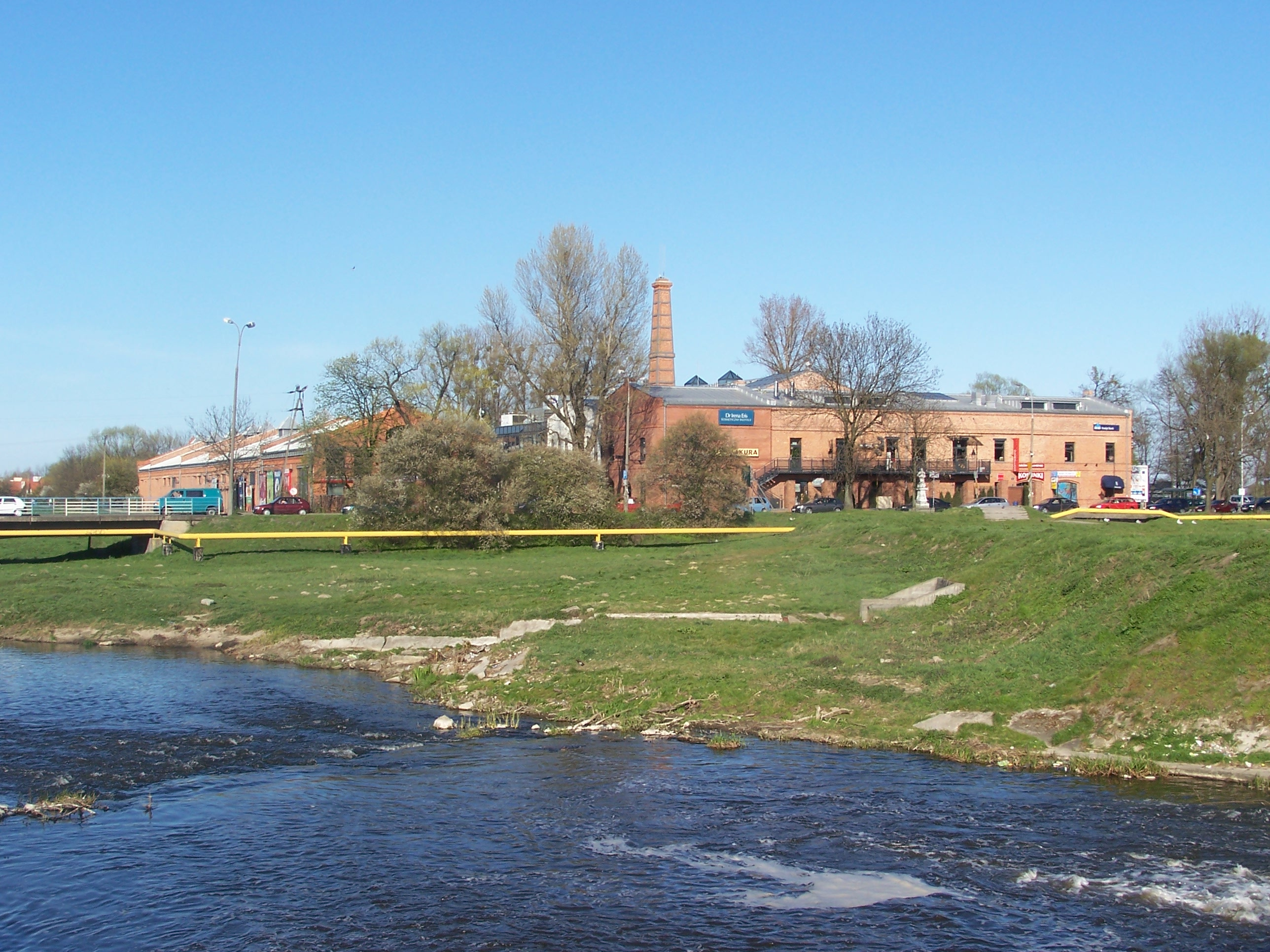

康斯坦欽-耶焦爾納（Konstancin-Jeziorna，发音：[kɔnsˈtant͡ɕin jɛˈʑɔrna]）是波蘭的城鎮，位於該國東部，距離首都華沙約20公里，由馬佐夫舍省負責管轄，面積17.1平方公里，最高點海拔高度100米，2011年人口16,963。

## 友好城市
- 法國圣日耳曼昂莱
- 義大利皮索涅
- 荷蘭莱岑丹-福尔堡
- 捷克赫拉尼采
- 乌克兰克列梅涅茨
- 立陶宛新维尔尼亚（英语：Naujoji Vilnia）
- 德国登茨林根

## 外部連結
- Official town and commune webpage （页面存档备份，存于）
- Jewish Community in Konstancin-Jeziorna （页面存档备份，存于） on Virtual Shtetl

52°05′N 21°07′E / 52.083°N 21.117°E